# Jackie M. Poole
Jackie (Jacqeline) M. Poole ( 1950 -) es una profesora, y botánica estadounidense, que se desempeña académicamente en la Universidad de Texas, en Austin, recibiendo su maestría en Botánica. En la actualidad es la botánica de plantas raras para el "Programa de Vida Silvestre y Diversidad" (antes "Programa de Texas de Patrimonio Natural") en el Departamento de Parques y Vida Silvestre. Realizó exploraciones botánicas a México, Brasil, y a Honduras.

## Algunas publicaciones
- 2000. Performance report as required by the Endangered Species Program, Texas: grant no. E-1-12 : endangered and threatened species conservation : project WER62 : map historical distribution of Texas wild-rice (Zizania texana) 1989 to 1999. Ed. Texas Parks & Wildlife. 3 pp.

### Libros
- jackie m. Poole, william r. Carr, dana m. Price. 2007. Rare plants of Texas: a field guide. Nº 37 de W.L. Moody. Ed. Texas A&M University Press. 656 pp. ISBN 1585445576 En línea

- 1993. Sensitive plant surveys in the Big Belt and Elkhorn Mountains, U.S.D.A. Forest Service, Region 1, Helena National Forest, Montana. Ed. Montana Natural Heritage Program. 258 pp.

## Honores

### Epónimos
- (Crassulaceae) Jovibarba × nixonii Zonn.[3]

- La abreviatura «J.M.Poole» se emplea para indicar a Jackie M. Poole como autoridad en la descripción y clasificación científica de los vegetales.[4]